# 安多弗 (密蘇里州)
安多弗（英語：Andover）是位於美國密蘇里州哈里森縣的非建制地區。

## 歷史
安多弗的郵局於1872年設立，其後於1943年停運。當地於1925年時共有人口54人。

## 地理
安多弗所處的海拔為高於海平面336米（即1102英呎），而該地所採用的時區為UTC-6，即北美中部時區（CST）。同時該地設有夏令時間，為UTC-6調快一小時，即UTC-5（CDT）。